# Ölelj szorosan át
Szűcs Judith 1993-ban kereskedelmi forgalomban meg nem jelent 5 dalt tartalmazó maxialbuma Ölelj szorosan át címet kapta.

## Az album dalai[1]
1. Ölelj szorosan át (Fülöp Csaba)
2. Késő már (Voga János – Fülöp Csaba)
3. Ringat a hajó (Voga János – Fülöp Csaba)
4. Valaki kéne már (Szűcs Norbert – Fülöp Csaba)
5. Hold Me Tight (Fülöp Csaba – Ferenczi E.)

## Közreműködtek
Jankai Béla – billentyűs hangszerek, Szűcs Norbert – gitár, Szűcs Antal Gábor – gitár; hangszerelés, programozás, zenei rendezés -  Jankai Béla, Voga János 
A felvételek a J.B.HOME stúdióban készültek 1993-ban